# Dysphania imperialis
Dysphania imperialis är en fjärilsart som beskrevs av W. Warren 1902. Dysphania imperialis ingår i släktet Dysphania och familjen mätare. Inga underarter finns listade i Catalogue of Life.